# Simon Woodward
Simon Woodward ist ein britischer Chemiker und Hochschullehrer an der Universität Nottingham.

## Werdegang
Woodward erwarb seinen B.Sc. an der University of Sheffield, im Anschluss daran war er Doktorand in der Gruppe um Mark J. Winter, wo er schließlich seinen Ph.D. in mechanistischer organometallischer Chemie erwarb. Nach Tätigkeiten als Post-Doktor an der Universität Michigan und dem Dyson Perrins Laboratory Oxford erhielt er eine Anstellung in der Fakultät für Chemie an der Universität Hull. Im Jahr 1999 erhielt er einen Lehrauftrag als Reader an der Universität Nottingham. Seit 2006 hat er ebenda einen Lehrstuhl für synthetische organische Chemie inne.

## Forschung
Woodwards Forschungsschwerpunkte sind Organokupferchemie, organische thermoelektrische Materialien, Katalyse, Titankomplexe mit krebsbekämpfenden Eigenschaften, Chiralität und chirale Katalyse, ungewöhnliche Reaktivität.

## Publikationen (Auswahl)
- Huewe, Florian, Steeger, Alexander, Kostova, Kalina, Burroughs, Laurence, Bauer, Irene, Strohriegl, Peter, Dimitrov, Vladimir, Woodward, Simon and Pflsum, Jens, 2017. Low-Cost and Sustainable Organic Thermoelectrics Based on Low-Dimensional Molecular Metals Advanced Materials. 29, 1605682
- Cini, Melchior, Bradshaw, Tracey D. and Woodward, Simon, 2017. Using titanium complexes to defeat cancer: the view from the shoulders of titans Chemical Society Reviews. 46(4), 1040–1051
- Woodward, Simon, Ackermann, Miriam, Ahirwar, Saurabh K., Burroughs, Laurence, Garrett, Mary Robert, Ritchie, John, Shine, Jonathan, Tyril, Bjork, Simpson, Kevin and Woodward, Peter, 2017. Straightforward Synthesis of 2-and 2,8-Substituted Tetracenes Chemistry-A European Journal. 23(32), 7819–7824
- Pudzs, Kaspars, Vembris, Aivars, Rutkis, Martins and Woodward, Simon, 2017. Thin Film Organic Thermoelectric Generator Based on Tetrathiotetracene Advanced Electronic Materials. 3(2)